# Précigné
Précigné település Franciaországban, Sarthe megyében. Lakosainak száma 2900 fő (2022. január 1.). Précigné Courtillers, Vion, Saint-Denis-d’Anjou, La Chapelle-d’Aligné, Louailles, Notre-Dame-du-Pé, Pincé és Morannes sur Sarthe-Daumeray községekkel határos.

## Népesség
A település népességének változása:
| Lakosok száma | 3035 | 2989 | 3047 | 2973 | 2965 | 2957 | 2938 | 2924 | 2900 |
|               | 2013 | 2015 | 2016 | 2017 | 2018 | 2019 | 2020 | 2021 | 2022 |